# Clyster trachypygus
Clyster trachypygus är en skalbaggsart som beskrevs av Heinrich Bernward Prell 1911. Clyster trachypygus ingår i släktet Clyster och familjen Dynastidae. Inga underarter finns listade i Catalogue of Life.